# Памятник защитникам земли Российской
Памятник защитникам земли Российской установлен в Москве на пересечении Кутузовского проспекта и Минской улицы в Парке Победы.

## История
Авторами памятника выступили скульптор Бичуков А. А. и архитектор Ю. П. Григорьев. Скульптурная композиция представляет собой три фигуры российских воинов: богатыря в доспехах времён Древней Руси и с мечом, гвардейца периода Отечественной войны 1812 г. с ружьём и солдата в советской форме времён Великой Отечественной войны с автоматом. Фигуры воинов отличаются проработанностью деталей, они изображены готовыми встретить врагов.
На каменном постаменте укреплены слова «ЗАЩИТНИКАМ ЗЕМЛИ РОССИЙСКОЙ». Памятник установлен на искусственный холм, перед ним посажены цветы, образующие надпись «Русь».
Памятник был открыт 22 июня 1995 года.